# Леспроект
Леспроект — посёлок в городском округе Подольск Московской области. До 2015 года входил в состав сельского поселения Лаговское (до середины 2000-х — Лаговский сельский округ).

## Население
| 2002 | 2006 | 2010 |
| ---- | ---- | ---- |
| 287  | →287 | ↘263 |

Согласно Всероссийской переписи, в 2002 году в посёлке проживало 287 человек (122 мужчины и 165 женщин). По данным на 2005 год в посёлке также проживало 287 человек.

## Расположение
Посёлок Леспроект расположен между городами Подольск и Климовск (5 км до центра Подольска и 2 км до центра Климовска). Окружён лесами. Рядом с посёлком находится платформа Весенняя Курского направления МЖД.

## Улицы

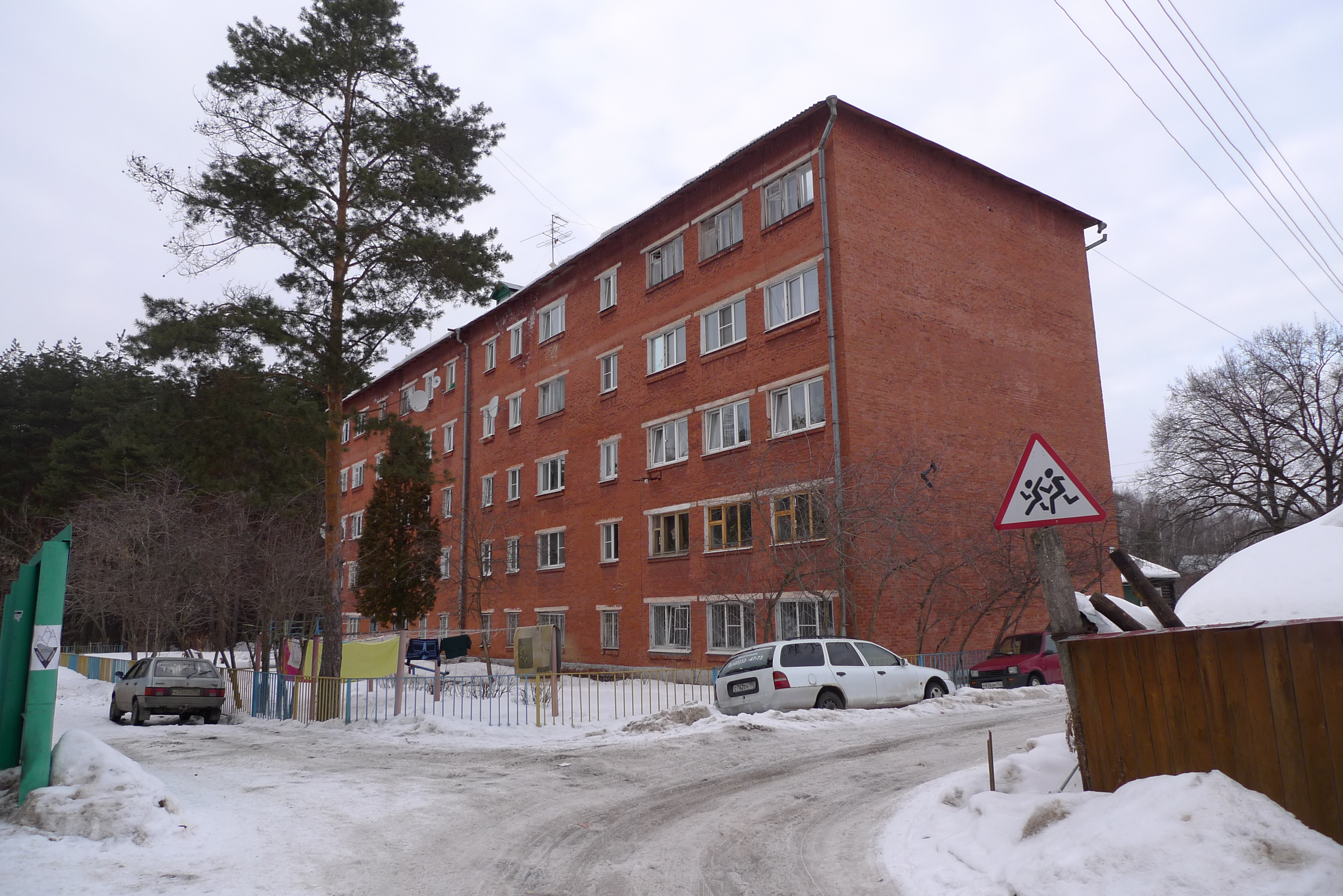
Жилой дом в Леспроекте

В посёлке Леспроект расположены следующие улицы и территории:
- Территория ГСПК Леспроект
- Территория СНТ Леспроект
- Территория СТ Леспроект
- ул. Лесная